# Esplingerode

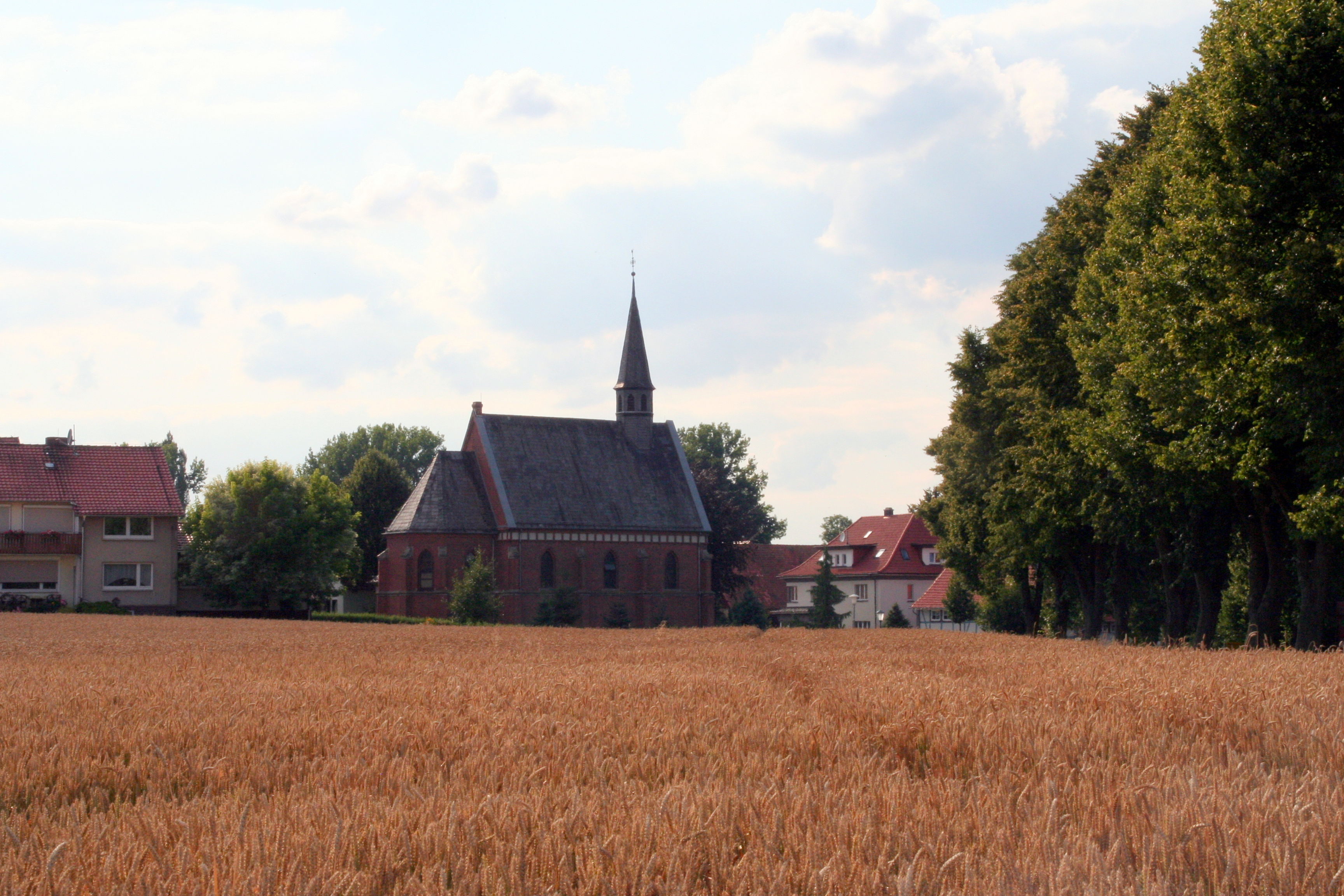
Esplingerode (Ansicht von Osten)

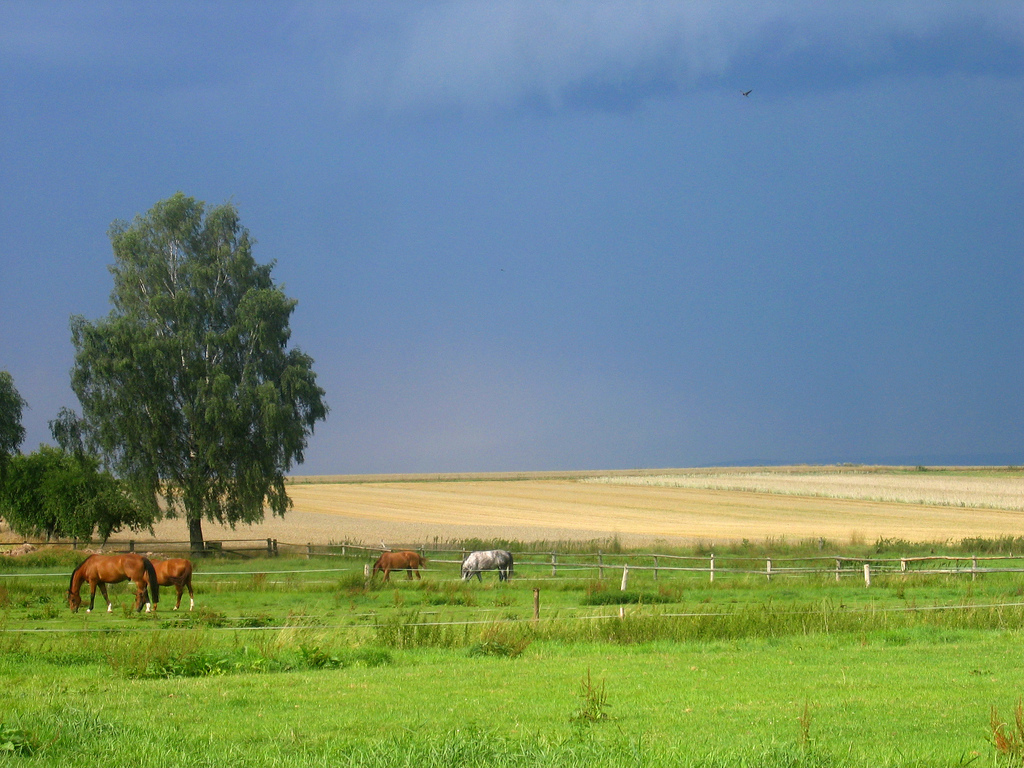
Wiesen am Ortsrand von Esplingerode

Esplingerode ist ein Ortsteil der Stadt Duderstadt im Landkreis Göttingen in Niedersachsen.

## Geografie
Er liegt an der B 446 zwischen Seulingen und Westerode, fünf Kilometer nordwestlich von Duderstadt inmitten der Goldenen Mark. Esplingerode ist das kleinste Dorf im Untereichsfeld.
Nachbarorte sind Desingerode, Seulingen, Westerode, Obernfeld und Duderstadt.

## Geschichte
Esplingerode wurde 1196 als Asplingerod erstmals in einer Urkunde des Mainzer Erzbischofs Konrad I. von Wittelsbach erwähnt. Dabei wurde der Ort als Espelingerodt, Espelnrode und Esplingerod angeführt. Zudem finden auch Benennungen statt, welche Aspelo und Aspungen lauten und auf die Bedeutung Espenwald zurückgehen. Daher liegt es nahe, dass der Name aus der Espenrodung abzuleiten ist. Durch die Überlieferung des ehemaligen Siegels des Henning und Hans von Esplingerode lässt sich für das 13. Jahrhundert die adlige Familie von Esplingerode anführen, welche jedoch späterhin ausgestorben ist. Bei jener Familie handelt es sich um eine, welche aus dem niederen Adel stammte und dem Ritterstand zugehörig war. Sie waren Lehnsinhaber unter anderem der Welfen und treten 1321, mit den beiden Brüdern Johannes und Ehrenfried in einer Urkunde auf, als sie dem Dechanten und Kapitel der Nordhäuser Kirche vier Hufen in den Fluren des Dorfes Seulingen, mitsamt einer Hofstätte, Waldungen, Wiesen, Weiden und sonstigem Zubehör, sowie dem Einverständnis ihres Herrn, Herzog Heinrich von Braunschweig, verkaufen. Das Dorf gehörte zu den fünf Kespeldörfern der Stadt Duderstadt, welche der Kurfürst Albrecht von Mainz 1525 der Gerichtsbarkeit des Amtes Gieboldehausen unterstellte.
Esplingerode gehört seit jeher zur Pfarrei Desingerode, blieb aber dennoch politisch eigenständig. Durch die Verbundenheit mit Desingerode gehörte der Ort zu den Patronatskirchen der protestantischen Herren von Uslar-Gleichen, die in Esplingerode die evangelische Konfession einführten. Späterhin wurde dieser Vorgang jedoch wieder rückgängig gemacht, als der Kurfürst Johann Schweikhard die Hoheit über den Ort besaß und die Bevölkerung wieder mehrheitlich katholisch wurde. Kirchenrechtlich unterstand Esplingerode der Mutterkirche in Desingerode, was dazu führte, dass das Taufwasser aus Desingerode geholt werden musste und Kerzen, gegen eine jährliche Gebühr von fünf Pfund Wachs, auch aus jenem Ort bezogen wurden. Begräbnisse tätigte man bis 1912 auf dem Friedhof von Desingerode, wobei Esplingerode schon 1897 / 98 einen eigenen Begräbnisplatz an der Straße nach Duderstadt einrichtete. Als Ortsherren traten neben den Mainzer Kurfürsten die Herren von Wintzingerode, die Herren von Roden und vom Hagen auf, wobei auch das Stift Nörten in Esplingerode zehntberechtigt war. 1913/14 wurde die einschiffige neugotische St.-Georgs-Kirche erbaut und am 1. Juli 1914 vom Hildesheimer Bischof Adolf Bertram geweiht.
Nachdem Esplingeröder Kinder bis 1770 die gemeinsame Pfarrschule in Desingerode besucht hatten, gab es bis 1967 eine eigene einklassige Schule. Seit ihrer Auflösung gehen die Kinder in Seulingen (inzwischen auch Nesselröden) und Duderstadt zur Schule. Die ehemalige Schule wurde 1970 umgebaut und steht als Mehrzweckhalle für Veranstaltungen und Sport, insbesondere dem Tischtennisclub 48, zur Verfügung.
Am 1. Januar 1973 wurde Esplingerode in die Stadt Duderstadt eingegliedert.
Nach dem Wegfall der innerdeutschen Grenze 1989 und der Deutschen Wiedervereinigung wuchs der Verkehr auf der B 446, insbesondere Schwerlastverkehr, stark an. Seit dem Bau einer Umgehungsstraße (feierliche Eröffnung am 27. November 2003) fließt der Verkehr nicht mehr durch den Ort.

## Politik
Seit 1973 bildet Esplingerode zusammen mit Desingerode und Werxhausen einen gemeinsamen Ortsrat. Zurzeit kommt der Ortsbürgermeister aus Desingerode, und aus Esplingerode und Werxhausen kommt je ein stellvertretender Bürgermeister.

### Ortsrat
Der Ortsrat setzt sich aus zwölf Ratsfrauen und Ratsherren zusammen.
- CDU: 10 Sitze
- SPD: 1 Sitz
- Einzelbewerber, parteilos: 1 Sitz

(Stand: Kommunalwahl am 12. September 2021)
Ortsbürgermeister ist Hubert Kellner (CDU).

### Wappen
Das Wappen wurde am 5. Dezember 1950 genehmigt.
Es zeigt zwei aufgerichtete goldene Angelhaken auf schwarzem Grund. Die Angelhaken waren im Siegel des Adelsgeschlechts derer von Esplingerode von 1369. Noch heute befindet sich das Siegel, verbunden mit der Urkunde, im Pfarrarchiv der St. Martini-Kirche in Nörten-Hardenberg. Die Farben leiten sich vom Spitznamen der Esplingeröder ab: Wespen.

## Sehenswürdigkeiten

### Kirche St. Georg

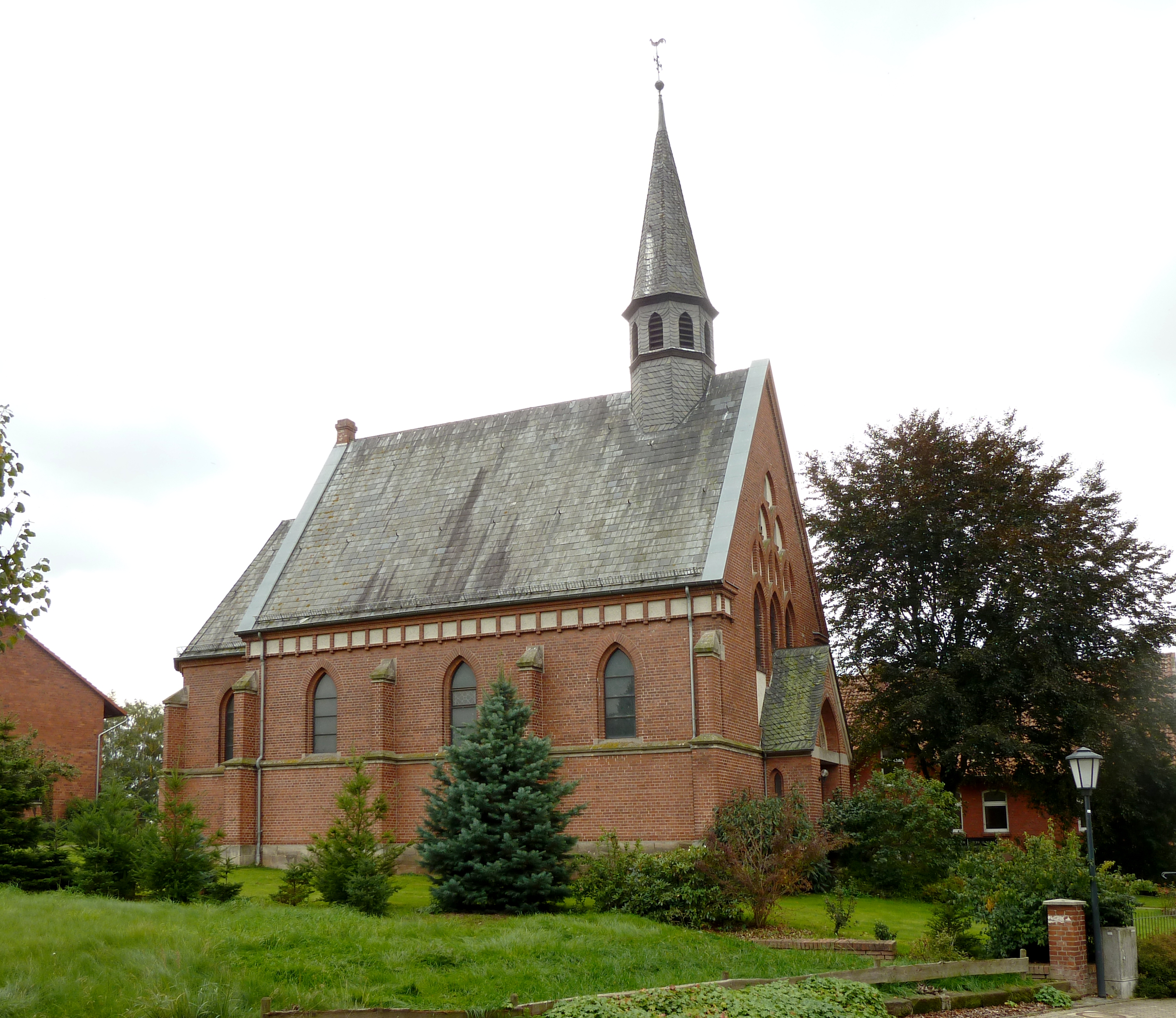
Kapelle St. Georg

Die kleine Backsteinkirche St. Georg mit eingezogenem Chor und westlichem Dachreiter wurde im Jahre 1913 im neugotischen Stil gebaut und am 1. Juli 1914 vom Hildesheimer Bischof Adolf Bertram geweiht. Die Pläne dazu stammen von dem Esplingeröder Architekten Franz Huch. Den Vorgängerbau bildete eine Sandsteinkapelle aus dem Jahre 1743, welche 1809 eine Fachwerkerweiterung bekam. Sie stand im Gegensatz zu der heutigen Kirche im Dorfkern und wurde wegen ihres beschränkten Raumes und wegen Feuchtigkeitsproblemen aufgegeben; für den Neubau wurde ein trockenerer Bauplatz am südöstlichen Ortsrand in der Nähe der Schule und des Friedhofs gewählt. Die Westfassade besitzt eine aufwendige Dekoration im Bereich der Wandgestaltung. Hier findet man eine pyramidenartige Staffelung backsteinummauerter Spitzbögen, wobei die untere Reihe aus drei Fenstern besteht und an den oberen Reihen Blendbögen angebracht wurden. Im Tympanon über dem Eingangsportal befindet sich ein Sandsteinrelief des Namensgebers der Kirche, des heiligen Georg. Im Spitzbogen über der Figur ist die Inschrift Labora sicut bonus miles Christi Jesu 2. Tim. 2.3. als Zitat aus der Vulgata eingemeißelt (2 Tim 2,3 ), was übersetzt bedeutet Arbeite wie ein guter Soldat Christi. Über den einschiffigen Innenraum der Kirche spannt sich bis in den östlichen Chorbereich ein Kreuzgratgewölbe über drei Jochen. Das Inventar der Kirche ist im neugotischen Stil gefasst, im Altar sind Schnitzarbeiten vorgenommen worden, wobei dort auch eingelassene Goldgrundbilder vorhanden sind. Eine Marien- und Josephsfigur stammen aus dem Jahre 1916, während die farbigen Chorfenster vom Hannoveraner Glasmaler Hubert Henning sind. Seit dem 1. November 2014 gehört die Kirche zur Pfarrei St. Georg in Nesselröden, wobei ihr Status als Filialkirche nicht geändert wurde. Die Pfarrkirchen in Desingerode, Werxhausen und Immingerode wurden zu Filialkirchen herabgestuft.

## Persönlichkeiten
Bekanntester Sohn der Gemeinde ist der Kunstmaler Heinrich Weber (1839–1913). Nach einem Stipendium von König Georg V. und dem Besuch der Kunstschulen in Nürnberg und München machte er sich als Porträtist und durch seine religiösen künstlerischen Arbeiten einen Namen. Unter anderem stammen von ihm Altarbilder der Kirchen in Desingerode, Germershausen und Nesselröden.